# Obterre
Obterre é uma comuna francesa na região administrativa do Centro, no departamento Indre. Estende-se por uma área de 27,7 km². Em 2010 a comuna tinha 185 habitantes (densidade: 6,7 hab./km²).